# The Room Next Door
The Room Next Door (em espanhol: La habitación de al lado; bra: O Quarto ao Lado) é um filme de drama espanhol de 2024 escrito e dirigido por Pedro Almodóvar em sua estreia em longa-metragem em inglês, baseado no romance What Are You Going Through de Sigrid Nunez. É estrelado por Tilda Swinton e Julianne Moore ao lado de John Turturro e Alessandro Nivola.
O filme estreou em 2 de setembro de 2024 no 81º Festival Internacional de Cinema de Veneza, onde venceu o  Leão de Ouro. The Room Next Door está programado para ser lançado na Espanha em 18 de outubro de 2024.

## Trama
A trama aborda a ruptura entre Martha, uma mãe e correspondente de guerra muito imperfeita, e sua filha ressentida, bem como o relacionamento da primeira com a autora Ingrid.

## Elenco
- Tilda Swinton como Martha[4]
- Julianne Moore como Ingrid[4]
- John Turturro[5]
- Alessandro Nivola[6]
- Juan Diego Botto[6]
- Melina Matthews[6]
- Raúl Arévalo[6]
- Victoria Luengo[6]
- Esther McGregor[7]
- Alex Høgh Andersen[7]
- Alvise Rigo[7]

## Produção
Almodóvar falou sobre os planos de filmar um filme em inglês ambientado na Cidade de Nova Iorque na véspera de sua viagem ao Festival de Cinema de Cannes de 2023. O título The Room Next Door foi anunciado no final de 2023. Em janeiro de 2024, El Deseo anunciou que Julianne Moore e Tilda Swinton foram escaladas para os papéis principais, com John Turturro como outro membro do elenco. Swinton descreveu o filme como "um sucessor natural, estranhamente, de Dolor y gloria". O filme é uma produção da El Deseo com a participação da Movistar Plus+. As filmagens começaram em 3 de março de 2024 em Madrid. Alessandro Nivola se juntou ao elenco no mesmo mês. Os locais de filmagem também incluíram a Cidade de Nova Iorque. Em 12 de junho de 2024, Juan Diego Botto, Raúl Arévalo, Melina Matthews e Victoria Luengo foram anunciados como membros adicionais do elenco. Edu Grau foi o diretor de fotografia do filme.

## Lançamento

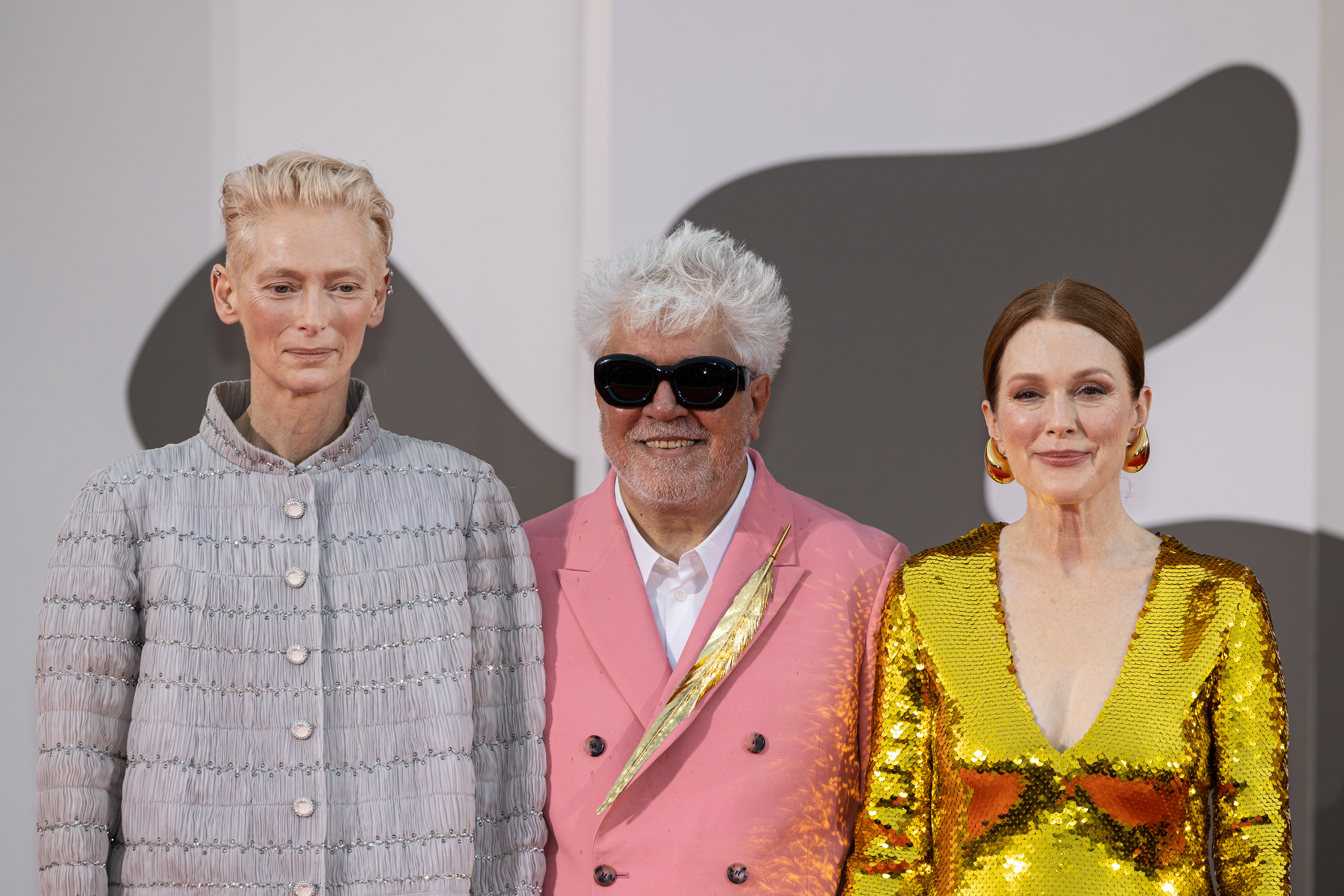
Swinton, Almodóvar e Moore no 81º Festival Internacional de Cinema de Veneza.

Antes do início da produção, a distribuidora norte-americana recorrente de Almodóvar, Sony Pictures Classics, adquiriu os direitos do filme na América do Norte, Oriente Médio, Índia, África do Sul, Austrália e Nova Zelândia. O filme está programado para ser lançado nos cinemas na Espanha em 18 de outubro de 2024 pela Warner Bros. Pictures. A Warner Bros. também adquiriu direitos de distribuição para o Reino Unido, Alemanha, Itália, países nórdicos, Europa Central e Oriental (excluindo a Polônia), América Latina e alguns territórios na Ásia-Pacífico, incluindo o Japão. Ele será disponibilizado no Movistar Plus+ na Espanha após sua janela de exibição nos cinemas. Em julho de 2024, o filme provavelmente estrearia no 81º Festival Internacional de Cinema de Veneza; isso foi confirmado uma semana depois, com o filme anunciado para estrear na competição. Alberto Barbera relatou que o filme estrearia durante o segundo semestre do festival. O filme também será exibido no Festival Internacional de Cinema de Toronto de 2024 (para sua estreia na América do Norte), como uma exibição do 'Prêmio Donostia' no 72º Festival Internacional de Cinema de San Sebastián, e como a seleção central do 62º Festival de Cinema de Nova Iorque no Alice Tully Hall em 4 de outubro de 2024 (para sua estreia nos Estados Unidos). Está programado para estrear nos cinemas na Cidade de Nova Iorque e Los Angeles em 20 de dezembro de 2024, seguido por um lançamento limitado em cidades selecionadas dos Estados Unidos no dia de Natal e um lançamento nos Estados Unidos em janeiro de 2025.

## Recepção

### Resposta crítica

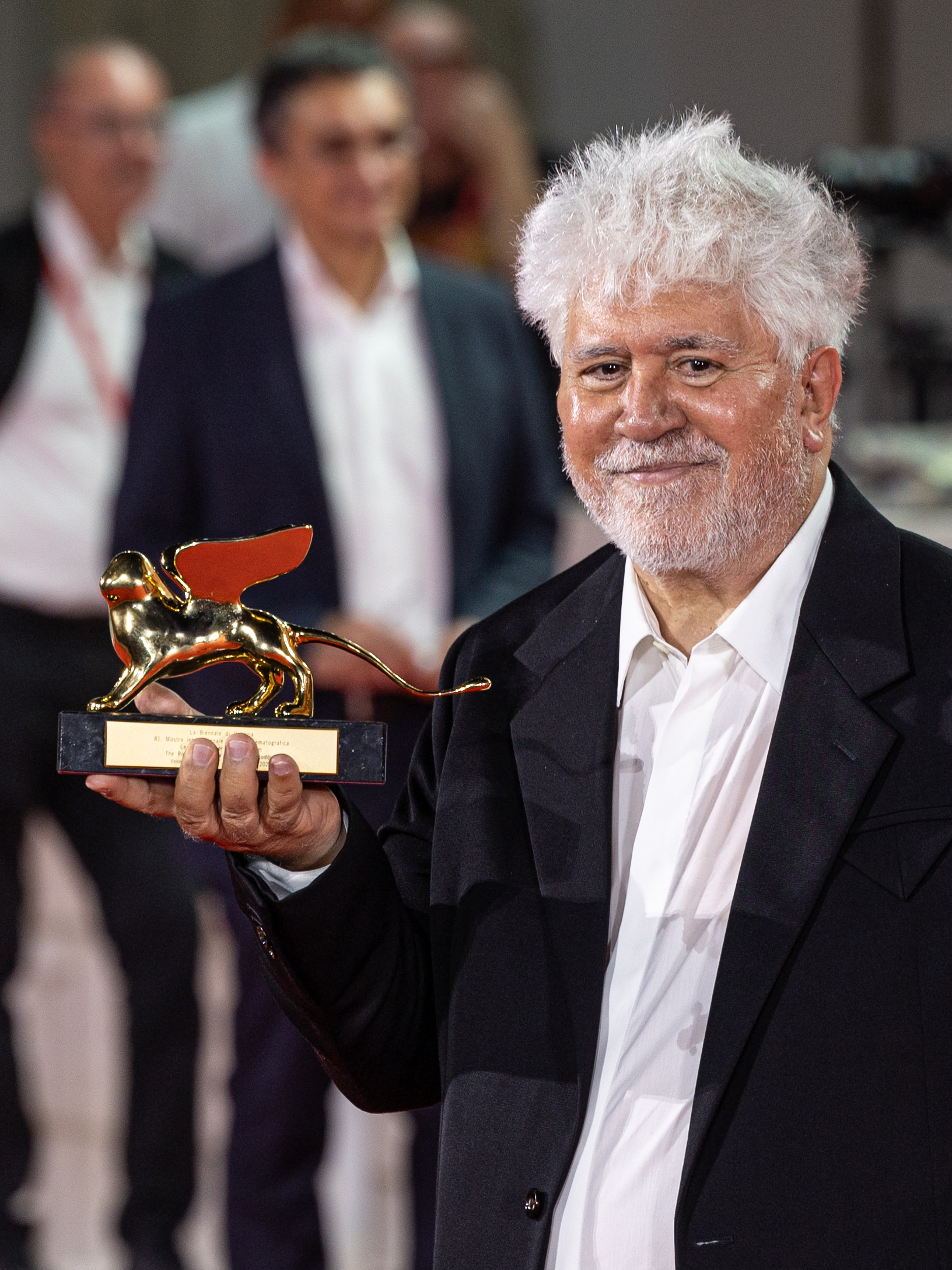
Pedro Almodóvar segura o Leão de Ouro conquistado por The Room Next Door no Festival Internacional de Cinema de Veneza

No site agregador de críticas Rotten Tomatoes, 93% das 29 avaliações dos críticos são positivas, com uma classificação média de 7.0/10. O Metacritic, que usa uma média ponderada, atribuiu ao filme uma pontuação de 69 em 100, com base em 17 críticos, indicando avaliações "geralmente favoráveis".

## Prêmios e indicações
| Ano  | Associações                                | Data da cerimônia     | Categoria              | Nomeações          | Resultado | Ref.   |
| ---- | ------------------------------------------ | --------------------- | ---------------------- | ------------------ | --------- | ------ |
| 2024 | Festival Internacional de Cinema de Veneza | 7 de setembro de 2024 | Leão de Ouro           | The Room Next Door | Venceu    |        |
| 2024 | Festival Internacional de Cinema de Veneza | 7 de setembro de 2024 | Brian Award            | The Room Next Door | Venceu    |        |
| 2025 | Prêmio Platino                             | 27 de abril de 2025   | Melhor Direção         | Pedro Almodóvar    | Indicado  | [ 26 ] |
| 2025 | Prêmio Platino                             | 27 de abril de 2025   | Melhor Música Original | Alberto Iglesias   | Venceu    | [ 26 ] |
| 2025 | Prêmio Platino                             | 27 de abril de 2025   | Melhor Fotografia      | Edu Grau           | Venceu    | [ 26 ] |